# Gritsch (Gemeinde St. Martin an der Raab)

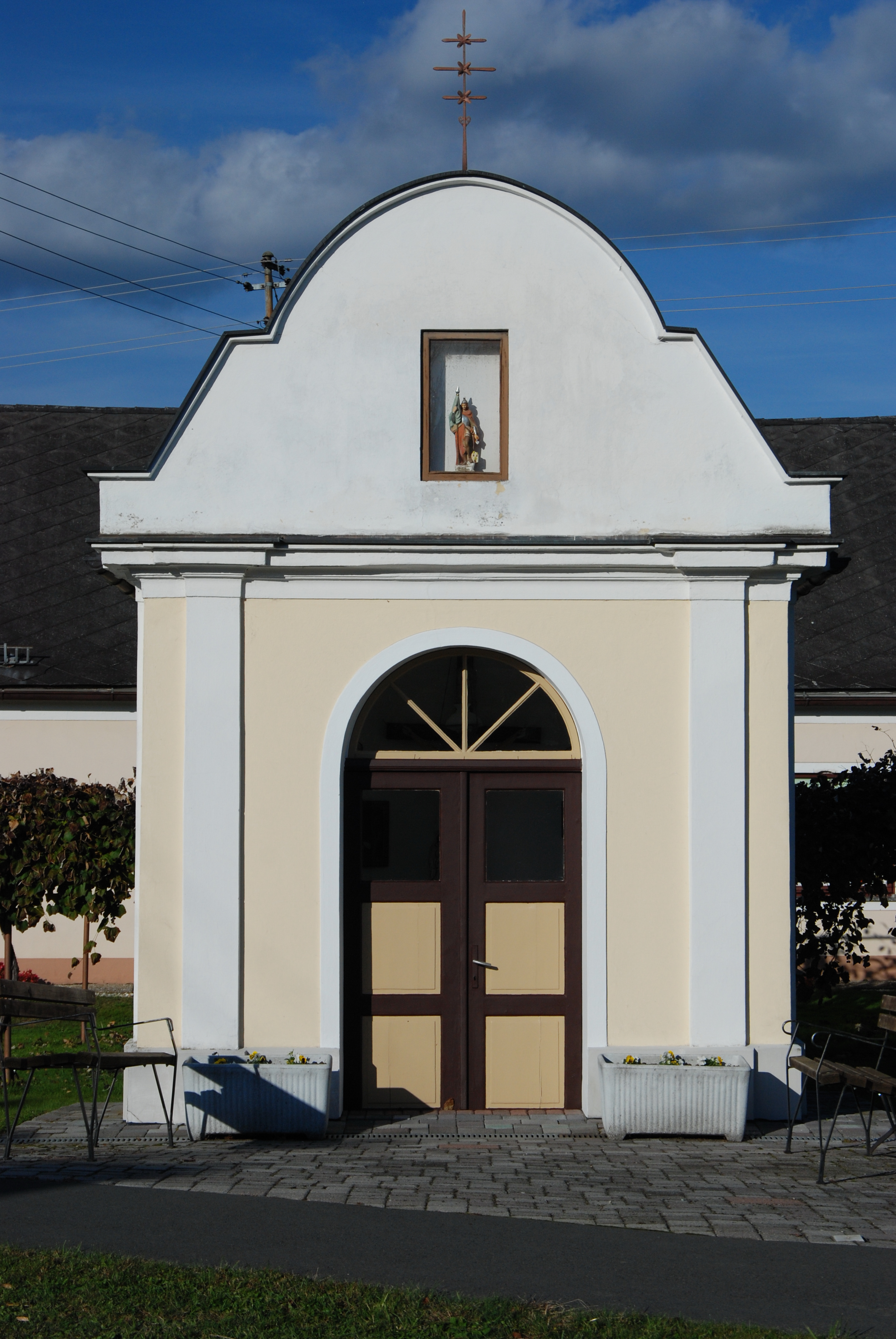
Die denkmalgeschützte Kapelle in Gritsch.

Gritsch (ungarisch Gercse, Grics) ist ein Ort im Bezirk Jennersdorf im südlichen Burgenland in Österreich und eine Katastralgemeinde von St. Martin an der Raab. Der Ort hat mit Stichtag 1. Jänner 2024 insgesamt 108 Einwohner.

## Geografie
Der Ort liegt im Raabtal und grenzt im Norden an den Bezirksvorort Jennersdorf. Im Osten und Südosten liegt Doiber, im Südwesten und Westen Welten.
Die Ortsgrenze zu Jennersdorf bildet im Norden die Raab. Die Ortsgrenze zu Welten bildet im Osten der Gritschbach, der in Weltenberg seinen Ursprung hat und bei Gritsch in die Raab mündet.

## Geschichte
Die ersten Ansiedlungen verlieren sich im Grau der Vorzeit. Wie die Funde im Wald zwischen Gritsch und Doiber dokumentieren, war der Ort schon zur Zeit der Römer besiedelt.
Am 8. Juni 1867 wird der einheitliche Kaiserstaat Österreich-Ungarn politisch in die selbständigen Reichshälften Österreich und Ungarn geteilt. Gritsch gehörte damit wie das gesamte Burgenland bis 1921 zur ungarischen Reichshälfte, Region Deutsch-Westungarn. Nach Ende des Ersten Weltkriegs wurde die Gemeinde den Verträge von St. Germain und Trianon zufolge 1919 Österreich zugesprochen.
Als Folge des Anschlusses an das Deutsche Reich erfolge 1938 die Auflösung des Burgenlandes. Gritsch gehörte bis 1945 zum Kreis Feldbach, Gau Steiermark.
Mit Wirksamkeit vom 1. Jänner 1971 wurde aufgrund des Gemeindestrukturverbesserungsgesetzes die vordem selbständige Gemeinde Gritsch, gemeinsam mit den vordem ebenfalls selbständigen Gemeinden Doiber, Neumarkt an der Raab, Oberdrosen und Welten mit der Gemeinde St. Martin an der Raab zusammengeschlossen.

## Verkehr
Das Ortsgebiet wird im Norden von der Güssinger Straße (B58) durchzogen, die von Oberwart über Jennersdorf nach Feldbach führt. Direkt durch die Ortschaft führt die Doiber-Welten-Landesstraße (L268), die beim Kreisverkehr in St. Martin an der Raab von der Doiber Straße (B58) abzweigt und in Welten in die Güssinger Straße einmündet.

## Sehenswürdigkeiten
- Kapelle – Die Kapelle steht unter Denkmalschutz (Listeneintrag).
- Glockenturm

## Tourismus
Der Ort ist Teil des Naturparks Raab-Őrség-Goričko.
Durch den Ort führt der Radweg Neuhauser Hügelland (B70), dessen 43,3 Kilometer langer Rundkurs von St. Martin an der Raab über Oberdrosen, Tauka, Kalch, Neuhaus am Klausenbach, den Hirzenriegel und Welten wieder zurück nach St. Martin an der Raab führt. Da 569 Höhenmeter zu überwinden sind, ist der Radweg nur sportlich geübten Fahrern zu empfehlen.

## Politik
Ortsvorsteher von Gritsch ist Manfred Redl. Ansonsten hat Gritsch seit der Gemeinderatswahl 2012 keine Vertreter im Gemeinderat. Den Ortsausschuss bilden Manfred Redl, Franz Willgruber, Franz Wild, Cindy Redl (alle SPÖ) und Ernst Lex (ÖVP). Zuvor war der Ort durch Franz Petanovits (von 1992 bis 2012) und Ernst Lex (von 2008 bis 2012) im Ortsparlament vertreten.

## Vereine
- Freiwillige Feuerwehr Gritsch – Die Feuerwehr wurde im Jahr 1937 gegründet. Mit Stand vom 11. November 2014 gehören ihr 22 Aktive und 3 Reservisten an. Kommandant ist Karl Janosch.[8] Am 29. Februar 2008 wurde von der Gemeinde beschlossen, ein neues Feuerwehrhaus in Gritsch zu errichten. Dazu wurde ein 300 Quadratmeter großes Grundstück angekauft und das alte Feuerwehrhaus abgetragen. Die Baukosten von rund 150.000 Euro trugen anteilig die Marktgemeinde St. Martin, das Land Burgenland und die Feuerwehr Gritsch.[9][10] 2009 wurde mit Unterstützung der Gemeinde ein gebrauchtes Kleinlöschfahrzeug angekauft.[11] Am 5. Juni 2010 wurde das neue Feuerwehrhaus gesegnet und seiner Bestimmung übergeben.[12]
- Verschönerungsverein Gritsch